# Areál Jana Navrátila
Areál Jana Navrátila – stadion do rugby w Vyškovie, w Czechach. Obiekt stanął w miejscu dawnego welodromu i boiska piłkarskiego, które w 1957 roku zostało przydzielone rugbystom. Jego przebudowę ukończono w 1972 roku. Stadion może pomieścić 300 widzów. Swoje spotkania rozgrywają na nim rugbyści klubu RC Vyškov, wielokrotni mistrzowie Czechosłowacji i Czech.
W 1995 roku na terenie obiektu zmarł były rugbysta, później trener, Jan Navrátil. Po tym incydencie stadion nazwany został jego imieniem.